# بک – فریاد خاموش
بک – فریاد خاموش (سوئدی: Beck – Det tysta skriket) یک تله‌فیلم سوئدی است که در سال ۲۰۰۷ منتشر شد.

## بازیگران
- پتر هابر
- میکل پرشبرانت
- زینت پیرزاده
- استینا راتلین
- ماری جورانزون
- اینیوار هیردوال
- مارال نصیری